# Nicola Hömke
Nicola Hömke (* 1970) ist eine deutsche Latinistin.

## Laufbahn
Das Studium der lateinischen und griechischen Philologie an den Universitäten Heidelberg und Oxford (Somerville College) schloss Nicola Hömke mit dem Ersten Staatsexamen ab. Im Sommersemester 2000 vertrat sie eine wissenschaftliche Assistentur am Lehrstuhl für Gräzistik bei Thomas A. Schmitz an der Universität Frankfurt am Main, im Folgejahr wurde sie an der Universität Heidelberg bei Glenn W. Most in Latinistik promoviert. Von 2000 bis 2011 war sie wissenschaftliche Assistentin bzw. wissenschaftliche Mitarbeiterin am Lehrstuhl für Latinistik bei Christiane Reitz an der Universität Rostock, anschließend bis 2013 wissenschaftliche Mitarbeiterin im DFG-Projekt Die Rhetorik des Monotheismus im Römischen Reich – Monotheistische Rede in Prosa und Poesie der Spätantike an der FU Berlin bei Therese Fuhrer. Nach der Habilitation 2012 an der Universität Rostock mit der Habilitationsschrift In der Todeszone. Die Darstellung und Funktion des Schrecklichen, Grausigen und Ekligen in Lucans Bellum Civile erhielt sie die Venia legendi für Klassische Philologie. Die Studie blieb unpubliziert. Von 2013 bis zum Wintersemester 2014/2015 vertrat sie den Lehrstuhl für Latinistik an der Freien Universität Berlin, im Sommersemester 2015 den an der Ludwig-Maximilians-Universität München, im Wintersemester 2015/2016 den an der Universität Osnabrück. Vom Sommersemester 2016 bis zum Sommersemester 2019 vertrat sie als Gastprofessorin den Lehrstuhl für Klassische Philologie an der Universität Potsdam. Im Februar 2020 wurde sie als Nachfolgerin von Christiane Reitz zur Professorin für Lateinische Philologie an der Universität Rostock ernannt.
Hömkes Arbeits- und Forschungsschwerpunkte sind die frühkaiserzeitliche römische Epik (besonders Lukan), Umgestaltungen epischer Bauformen im römischen Epyllion, römische Rhetorik, spätantike Dichtung (vor allem Ausonius und Claudian), literarische Phantastik, die „Ästhetik des Hässlichen“ und ihre Grundlegung in der griechischen und römischen Literatur sowie die römischen Briefe vom Hadrianswall.

## Schriften (Auswahl)
- Gesetzt den Fall, ein Geist erscheint. Komposition und Motivik der ps-quintilianischen Declamationes maiores X, XIV und XV (= Kalliope. Band 2). Winter, Heidelberg 2002, ISBN 3-8253-1328-X (zugleich Dissertation, Heidelberg 2001).
- als Herausgeberin mit Manuel Baumbach: Fremde Wirklichkeiten. Literarische Phantastik und antike Literatur (= Kalliope. Band 6). Winter, Heidelberg 2006, ISBN 3-8253-5266-8.
- als Herausgeberin mit Christiane Reitz: Lucan’s “Bellum Civile”. Between Epic Tradition and Aesthetic Innovation (= Beiträge zur Altertumskunde. Band 282). De Gruyter, Berlin u. a. 2010, ISBN 978-3-11-022947-9.
- als Herausgeberin mit Gian Franco Chiai und Antonia Jenik: Bilder von dem Einen Gott. Die Rhetorik des Bildes in monotheistischen Gottesdarstellungen der Spätantike (= Philologus. Supplementband 6). de Gruyter, Berlin u. a. 2016, ISBN 3-11-051673-X.